# Station West Brompton
Station West Brompton is een station van de National Rail en van de metro van Londen aan de District Line. Het station ligt in de wijk Earls Court en werd geopend in 1866 aan de West London Line (WLL). De treindienst wordt verzorgd door de West London Line van de London Overground, de metrodiensten door de Underground.

## Geschiedenis
De West London Extension Joint Railway (WLEJR) werd op 2 maart 1863 geopend als verlenging van de West London Joint Railway ten zuiden van station Kensington (Olympia) tot Clapham Junction. Het station West Brompton werd in 1866 geopend aan de WLEJR naar een ontwerp van Sir John Fowler, hoofdingenieur van de Metropolitan en District Railway. De relatie met de spoorwegen gaat terug tot 1838 toen op de plaats van het station een kanaal liep om de WLJR een bootverbinding met de haven van Londen te bieden. De Lillie (Road) Bridge uit 1860 is eveneens het werk Fowler.
Op 12 april 1869 opende de Metropolitan District Railway, kortweg DR een enkelsporige verbinding met Gloucester Road, station Earl's Court is pas in 1871 gebouwd. Op de enkelsporige verbinding werd een pendeldienst onderhouden totdat op 1 augustus 1870 de sporen tussen Gloucester Road en South Kensington gereed waren. Hierdoor werd West Brompton de aansluiting van de DR op het spoorwegnet aan de westkant van de stad. Het oorspronkelijke plan was om de DR aan te sluiten op de WLEJR maar dit is niet uitgevoerd.
Op 1 maart 1880 opende de DR een verlenging tussen West Brompton en Putney Bridge. Door een hittegolf in 1906 werden de stroomrails in het station vervormd. De metrodienst reed daarna met uitgeschakelde motor door het station totdat het was gerepareerd.
In 1940, tijdens de Tweede Wereldoorlog, liepen verschillende WLL-stations bomschade op. Het passagiersvervoer op de WLL tussen Willesden Junction en Clapham Junction werd op 21 oktober 1940 gestaakt. Het metrostation bleef in gebruik en de WLL bleef in gebruik voor vrachtverkeer. De stationsgebouwen en perrons van de WLL werden vervolgens gesloopt.
In 1994 werd het reizigersverkeer op de WLL hervat, maar pas op 1 juni 1999 werden nieuwe perrons aan de West London Line in West Brompton geopend door de toenmalige minister van Transport, Glenda Jackson. Op de westelijke liftkoker is hiervoor een gedenkplaat aangebracht. Het nieuwe deel werd ontworpen door architectenbureau Robinson Kenning en Gallagher uit Croydon. Het ontwerp van de liftkokers is geïnspireerd op het 19e-eeuwse decoratieve metselwerk van landmeter en architect van de City of London, John Young. Young ontwierp het nabijgelegen Empress Place en Lillie Road terras in Fulham. De werken werden gefinancierd door de Royal Borough of Kensington and Chelsea en deLondon Borough of Hammersmith en Fulham de beide Boroughs waar het station in ligt.

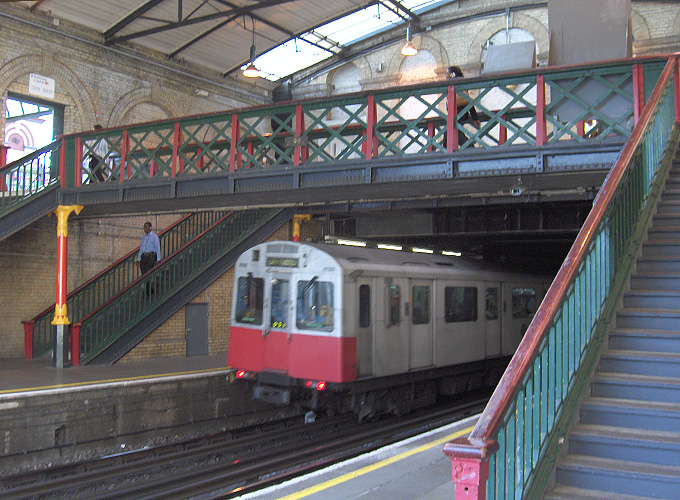
De trappen met loopbrug in het Underground deel
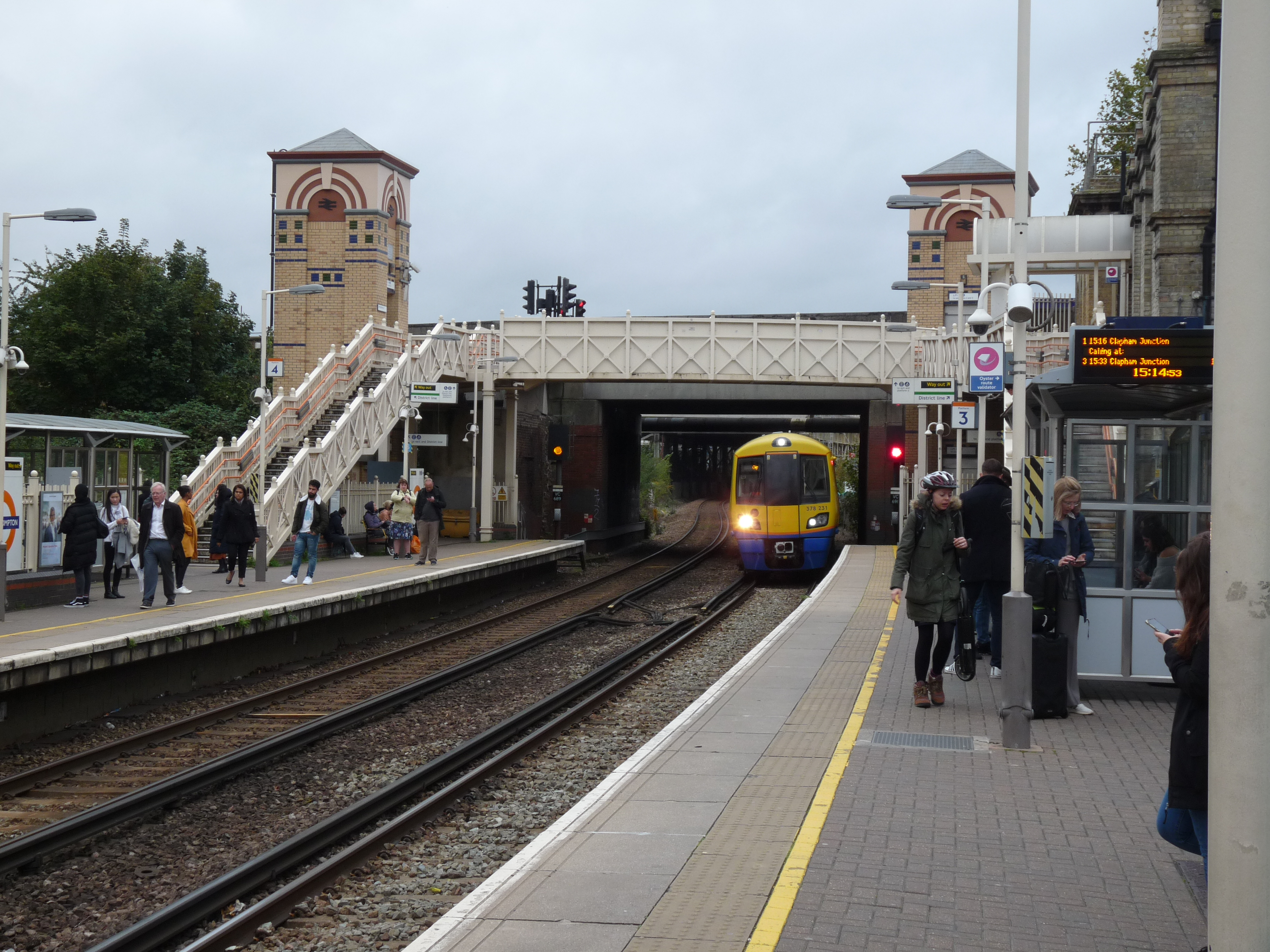
Het Overground deel met loopbrug en liftkokers
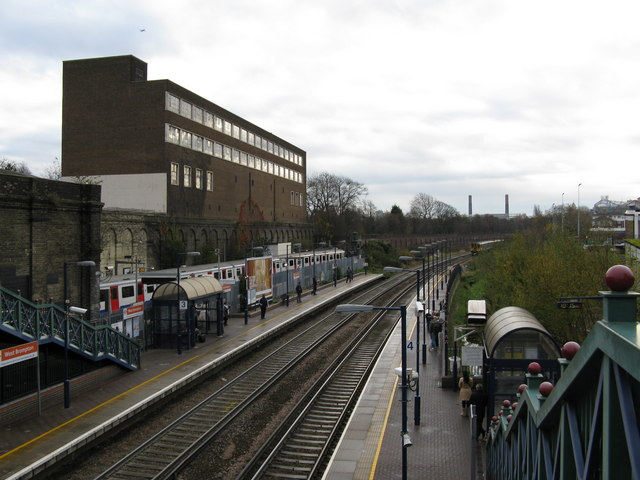
een blik naar het zuiden vanaf de loopbrug

## Ligging en inrichting
Het station ligt aan de zuidkant van Old Brompton Road (A3218) waar deze via de Lillie Bridge het spoor kruist. In de 19e eeuw lagen aan de westkant van het station de Lillie Bridge Grounds waar sporten als atletiek, cricket, ballonvaren en fietsen werden beoefend. Aan de oostkant wordt het station begrensd door de begraafplaats Brompton Cemetry. In 1872 werd het Lillie Bridge Railway and Engineering Depot geopend ten noorden van Old Brompton Road. Vanaf 1887 bood het station toegang aan Earl's Court, het tentoonstellingsterrein van John Robinson Whitley dat pal ten noorden boven en tussen de metrosporen gerealiseerd werd. In het interbellum werd het Earl's Court Exhibition Centre opgetrokken dat in 1937 werd geopend. West Brompton was naast Earl's Court een van de stations voor de bezoekers aan de tentoonstellingen. In 2014 werd het Earls Court Exhibition Centre gesloten en vervolgens afgebroken. De locatie van het station op de WLL vormt een stadsgrens en de sporen worden gedeeld tussen Kensington & Chelsea en de London Borough of Hammersmith en Fulham. Sinds 2000 staat het station op de monumentenlijst.
De WLL-perrons hebben geen aparte ingang en zijn bereikbaar vanaf het metrostation. De Districtslijn bedient perrons 1 en 2 en de WLL bedient perrons 3 en 4. Tussen perrons 2 en 3 staat een hek, maar ze zijn op hetzelfde niveau en het is mogelijk om er direct tussen te passeren.
Er zijn liften naar beide bovengrondse platforms voor rolstoeltoegang, en dit betekent dat er ook een traploze toegang is tot het oostelijke District Line-platform, maar niet het westelijke. Het station bevindt zich in een uitsnijding die aan één uiteinde bedekt is.

## Reizigersdienst
Het station ligt aan de Wimbledon -tak van de District Line tussen de stations Earl's Court en Fulham Broadway. Op de WLL worden National Rail-diensten aangeboden door Southern en London Overground, tussen de stations Kensington (Olympia) en Imperial Wharf.
De normale dienst tijdens daluren bestaat uit:

### London Underground District Line
- 3 in oostelijke richting naar Tower Hill.
- 3 in oostelijke richting naar Barking via Tower Hill.
- 6 in oostelijke richting naar Edgware Road.
- 12 in zuidelijke richting naar Wimbledon.

### Londen Overground
- 4 in noordelijke richting naar Willesden Junction, waarvan 2 naar Stratford.
- 4 in zuidelijke richting naar Clapham Junction.

### Southern Railway
- 1 noordwaarts naar Milton Keynes Central via Watford Junction.
- 1 in zuidelijke richting naar Clapham Junction.

Tijdens de spitsuren rijden er doorgaande metrodiensten tot Barking, Dagenham en zelfs Upminster. De overground in noordelijke richting rijdt tijdens de spits altijd door naar Stratford. De Southern Railway kent aanvullende spitsdiensten tussen Shepherd's Bush en Clapham Junction. 's avonds is de overgrounddienst beperkt tot Willesden Junction – Clapham Junction. 's zondags rijden de diensten van Southern alleen tussen Watford Junction en Clapham Junction.

## Fotoarchief
- London Transport Museum Photographic Archive
  - De bouw van het metrostation in 1867
  - Blik op de metroperrons in 1876
  - Het metrostation in 1928
- London's Abandoned Tube stations – West London Line
- West Brompton, SubBrit disused stations project